# Schlacht bei Karkemiš
Die Schlacht bei Karkemiš war eine militärische Auseinandersetzung zwischen den Heeren Ägyptens und Babylons, die im Jahre 605 v. Chr. in der Nähe der antiken Stadt Karkemiš stattfand. Sie endete mit einer Niederlage der ägyptischen Truppen. Die Schlacht findet auch in der Bibel eine kurze Erwähnung.

## Ereignisse
Seit dem Ende des 7. Jahrhunderts v. Chr. stand das Assyrische Reich zunehmend unter dem Druck des expansiven Babylonischen Reiches. Im Jahr 614 fiel die Hauptstadt Assur, 612 auch Ninive an die Babylonier, woraufhin die Assyrer nach Harran ausweichen mussten. Als sie auch dort 610 v. Chr. von den Babyloniern angegriffen wurden, mussten sie sich unter ihrem König Aššur-uballiṭ II. hinter den Euphrat zurückziehen. Dort erhielten sie Unterstützung durch ägyptische Truppen des Pharaos Necho II. und versuchten im folgenden Jahr erfolglos Harran zurückzuerobern. In den Jahren 607/606 v. Chr. konzentrierten sich die Kämpfe auf die Gegend um Kummuḫ, wobei berichtet wird, dass die ägyptischen Truppen in Karkemiš stationiert gewesen seien und von dort aus operiert hätten. Aus diesem Grund unternahm der babylonische Kronprinz Nebukadnezar II. im Jahre 605 v. Chr. einen Feldzug gegen Karkemiš.
Nebukadnezar überschritt den Euphrat, wie Vogt vermutet, etwa 20 km südlich von Karkemiš bei Til Barsip, wo es eine Furt gab. Die Besatzung der Stadt stellte sich vor der Stadt zu einer offenen Feldschlacht, nachdem sie durch ein Unterstützungsheer verstärkt worden war. Das ägyptische Heer war bereits vor der Nachricht vom babylonischen Anmarsch von Ägypten aufgebrochen und wurde vielleicht vom Pharao persönlich geleitet. Im Verlauf der Kämpfe drangen die Babylonier in die Vorstädte von Karkemiš ein. Spuren der Häuserkämpfe konnten noch bei Ausgrabungen im Jahre 1912 festgestellt werden. Schließlich erlitten die Ägypter eine Niederlage. Ein Teil von ihnen floh nach Südwesten, ein anderer in die Stadt selbst. Anschließend verfolgte Nebukadnezar sie bis Hama, wo er das ägyptische Heer endgültig aufrieb.
Nach dieser vernichtenden Niederlage musste Ägypten das gesamte Gebiet bis zum Wadi al-Arisch aufgeben. Zwar gelang es, ein weiteres Vordringen der Babylonier aufzuhalten und 600 v. Chr. die zwischenzeitlich verlorene Stadt Gaza zurückzuerobern, doch die Vorherrschaft Ägyptens im östlichen Mittelmeerraum war vorerst gebrochen.